# قطعنامه ۱۰۷۳ شورای امنیت
قطعنامه ۱۰۷۳ شورای امنیت سازمان ملل متحد که در تاریخ ۲۸ سپتامبر ۱۹۹۶ تصویب شد، سندی بین‌المللی دربارهٔ بررسی وضعیت در سرزمین های عرب است. این قطعنامه طی نشست ۳۶۹۸ام با ۱۴ رای موافق، ۰ مخالف و ۱ ممتنع تصویب شد.